# 骆驼墩遗址
31°21′N 119°42′E / 31.350°N 119.700°E
骆驼墩遗址位于中国江苏省宜兴市新街镇塘南村，是一处新石器时代遗址，2006年被列为第六批全国重点文物保护单位。
遗址地处宜溧山地向太湖平原的过渡地带，现存面积约25万平方米。遗址分南、北两区，两区相隔约500米。2001年11月至2002年7月，南京博物院与宜兴市文物管理委员会对该遗址进行了发掘，发现了马家浜文化时期的大型聚落遗址，包括墓葬52座、瓮棺39座、灰坑5座、房址3座、大型贝类及螺壳堆积1处、祭祀遗迹4处，还发现了泽文化时期的墓葬1座、灰坑2座，良渚文化时期的墓葬3座、灰坑3座，以及广富林文化时期的文化堆积等。遗址共出土陶器、石器、骨器、玉器等约400件，以及各类动物骨骼标本约2000件。发掘者建议把以骆驼墩遗址早期文化遗存为代表（即以平底釜为主要特征和文化内涵）的考古学文化遗存，命名为“骆驼墩文化”。